# NHL 23
NHL 23 es un videojuego de simulación de hockey sobre hielo desarrollado por EA Vancouver y publicado por EA Sports. Es la entrega número 32 de la NHL y fue lanzado para PlayStation 4, PlayStation 5, Xbox One y Xbox Series X/S el 14 de octubre de 2022.

## Características
NHL 23 presenta "The Zegras", una variante de la meta de estilo lacrosse, también conocida como la meta de Michigan, realizada por Trevor Zegras y  Sonny Milán. Un jugador desde detrás de la red golpea el disco por encima del travesaño y otro jugador frente a la red golpea el disco hacia la portería.
NHL 23 también presenta el nuevo "Movimiento del disco de última oportunidad", un movimiento que permitirá al jugador golpear el disco con su palo incluso si ha sido golpeado o tropezado.
"Deep Dive" de NHL 23 reveló nuevas animaciones, como nuevas animaciones Hat tricks, Himno nacional, proyección sobre hielo, un nueva animación de victorias de Prórroga, animaciones de Stanley Cup Playoffs, celebraciones interactivas de la Stanley Cup, junto con muchas otras características. En otra ronda del "Deep Dive" se anunció que EA agregó una opción de liga personalizada, donde puedes jugar como los Original Six y tener la posibilidad de agregar un Round robin usado. en los playoffs de la Copa Stanley 2020.
Junto con muchas otras funciones solicitadas, estará disponible el juego cruzado de la misma generación.

## Banda sonora
La banda sonora de NHL 23 se reveló el 3 de octubre de 2022. EA promovió la banda sonora como una de las más pesadas de la serie NHL, con artistas como A Day to Remember, Ghost, Gojira, Korn, Muse, Turnstile y  Hacer la guerra. Además de artistas que regresan de bandas sonoras anteriores de la NHL, como Coheed and Cambria, Mod Sun, Motionless in White, Panic! at the Disco, PUP, Shinedown, Yungblud y muchos más. La banda sonora de NHL 23 incluye un total de 42 canciones.

## Recepción
NHL 23 recibió críticas "mixtas o por debajo del promedio", según el agregador de reseñas Metacritic.